# Impasse du Rouet
Impasse du Rouet är en återvändsgata i Quartier du Petit-Montrouge i Paris fjortonde arrondissement. Gatan är uppkallad efter de spinnrockar (franska: rouets), vilka användes för reptillverkning. Impasse du Rouet börjar vid Avenue Jean-Moulin 4.

## Omgivningar
- Saint-Pierre de Montrouge
- Impasse du Moulin-Vert
- Rue du Moulin-Vert
- Square du Chanoine-Viollet
- Rue d'Alésia
- Villa d'Alésia
- Jardin Lionel-Assouad
- Cité Annibal
- Rue Maurice-Loewy
- Jardin Henri-et-Achille-Duchêne

## Bilder
| - Impasse du Rouet. - Gatuskylt. - Saint-Pierre de Montrouge. - Square du Chanoine-Viollet. - Jardin Henri-et-Achille-Duchêne. |

## Kommunikationer
- Tunnelbana – linje  – Alésia
- Busshållplats Alésia – Jean Moulin – Paris bussnät
- Busshållplats Alésia – Maine – Paris bussnät

### Webbkällor
- ”Impasse du Rouet”. Mairie de Paris. https://web.archive.org/web/20160303165438/http://www.v2asp.paris.fr/commun/v2asp/v2/nomenclature_voies/Voieactu/8351.nom.htm. Läst 22 december 2023.
- ”Impasse du Rouet (14ème arrondissement)”. Les rues de Paris. https://web.archive.org/web/20160409035530/http://www.parisrues.com/rues14/paris-14-impasse-du-rouet.html. Läst 22 december 2023.